# Stille protagonist
Een stille protagonist is een hoofdrolspeler in een verhaal die niet op verbale wijze met de omringende wereld communiceert. Het concept komt vooral voor in computerspellen, waar de speler zich kan identificeren met de stille protagonist en de rol zelf invulling kan geven. Voorbeelden van dergelijke spellen zijn Pokémon, Quake, Zelda, Chrono Trigger, Myst en Quest for Glory.
In een aantal spellen, bijvoorbeeld Half-Life 2 en South Park: The Stick of Truth, zijn npc's er zich van bewust dat de speler niet spreekt, en maken daar dan ook meerdere opmerkingen over.